# NK Šipovac Našice
NK Šipovac je nogometni klub iz Našica u Osječko-baranjskoj županiji.
NK Šipovac je član Nogometnog središta Našice te Nogometnog saveza Osječko-baranjske županije. U klubu treniraju dvije kategorije: pioniri i seniori.
Klub je osnovan 1975. Od sezone 2015/2016 predsjednik kluba je Krunoslav Toth, a trener prve momčadi je Saša Klaban. Klub u sezoni 2014/15. ispada iz 2. ŽNL Našice, ali odmah se sljedeće godine kao drugoplasirani klub 3. ŽNL Liga NS Našice kroz kvalifikacije vraća u 2. ŽNL nakon pobjede nad susjedima NK Brezik. 
Na kraju sezone 2017./18. kao predzadnja ekipa u 2. ŽNL Našice igra kvalifikacije za opstanak u 2. ŽNL s ekipom NK Zagorac 1952 iz Beljevine i u oba susreta ostvaruje pobjede (4:1 i 2:1), te tako ostaje u 2. ŽNL Našice za sezonu 2018./19.
Nakon sezone 2018./19. klub ispada kao zadnji iz 2. ŽNL Našice u 3. ŽNL Liga NS Našice.
Klub se vraća u 2. ŽNL Našice kao prvo plasirana ekipa 3. ŽNL Liga NS Našice 2019./20., iako je odigran samo jesenski dio natjecanja zbog pandemije virusa Covid-19.

## Povijest
Prvi klub je osnovan 1948. godine pod imenom NK Radnik Marko Belinić. 1975. godine klub mijenja ime u NK Radnik, a sadašnje ime NK Šipovac nosi od 2010. godine.

## Uspjesi kluba
Kup Nogometnog središta Našice  2009./10.
Prvaci 3. ŽNL Liga NS Našice 2019./20.

## Vanjske poveznice
- Županijski nogometni savez Osječko-baranjske županije  Arhivirana inačica izvorne stranice od 22. svibnja 2016. (Wayback Machine)
- Nogometno središte Našice
- NK Šipovac Našice  Arhivirana inačica izvorne stranice od 4. ožujka 2016. (Wayback Machine)